# Theodunus
Theodunus fou el nom assignat en la traducció llatina d'Abu-l-Faraj al-Isbahaní a un metge grec al servei del general Hadjadj ben Yusuf (general del califa Abd-al-Màlik ibn Marwan, segle vii).
El nom sembla una transcripció d'un nom àrab que literalment hauria de ser Theodun, però cap de les dues versions, ni Theodun ni Theodunus, sembla correspondre a un nom grec.
Va escriure un compendi mèdic destinat a l'ús del seu fill. Se l'ha confós amb Teòdoc, un metge grec al servei del califa.